# Camaridium rugosum
Camaridium rugosum är en orkidéart som beskrevs av Frederico Carlos Hoehne. Camaridium rugosum ingår i släktet Camaridium och familjen orkidéer. Inga underarter finns listade i Catalogue of Life.